# منطقه تونگژوو
منطقه تونگژوو (به چینی: 通州区، به پین‌یین: Tōngzhōu Qū) یک منطقهٔ شهرداری تابع شهر پکن، پایتخت  جمهوری خلق چین است.

## خصوصیات
منطقه تونگژوو  ۹۰۶ کیلومترمربع مساحت و ۱٬۱۸۴٬۰۰۰ نفر جمعیت دارد و ۳۲ متر بالاتر از سطح دریا واقع شده‌است.